# 後藤篤子
後藤 篤子（ごとう あつこ、1953年1月2日 - ）は、日本の歴史学者。専門分野は帝政後期のローマ史。学位は、文学修士。法政大学文学部名誉教授。日本西洋古典学会役員委員でもある。

## 略歴
- 1953年　大分県に生まれる
- 1975年　東京教育大学文学部史学科卒業
- 1978年　東京大学大学院人文科学研究科西洋史学専門課程修士課程修了
- 1984年　東京大学大学院人文科学研究科第1種博士課程単位取得満期退学
- 1987年　東洋英和女学院短期大学国際教養科専任講師着任
- 1989年　法政大学文学部助教授着任
- 1999年　法政大学文学部教授着任
- 2005年　法政大学FD推進センター長就任
- 2007年　法政大学文学部長就任
- 2023年　法政大学を定年退職[1]

## 論文
- 「シドニウス・アポリナーリスにおける“ローマイズム”」（『史学雑誌』、1982年）
- 「ローマ帝国の『キリスト教化』をめぐって ─ローマン・アフリカの場合─」（『法政史学』、1992年）

## 編訳・共訳
- ピーター・ブラウン『古代から中世へ』（山川出版社、2006年）
- 『西洋古代史資料集』（東京大学出版会、1987年）
- エドワード・ギボン『図説 ローマ帝国衰亡史』（東京書籍、2004年）
- ジョイス・ソールズベリ『ペルペトゥアの殉教　ローマ帝国に生きた若き女性の死とその記憶』（監修、田畑賀世子訳、白水社, 2018年）

## 編著
- 『世界歴史大系・フランス史1』（山川出版社、1995年）
- 『西洋古代史研究入門』（伊藤貞夫編、東京大学出版会、1997年）
- 『岩波講座・世界歴史7』（岩波書店、1998年）
- 『地中海世界史1』（青木書店、2000年）